# La Flocellière
La Flocellière is een plaats en voormalige gemeente in het Franse departement Vendée in de regio Pays de la Loire en telt 1842 inwoners (1999). De plaats maakt deel uit van het arrondissement Fontenay-le-Comte.

## Geschiedenis
La Flocellière is op 1 januari 2016 gefuseerd met de gemeenten Les Châtelliers-Châteaumur, La Pommeraie-sur-Sèvre en Saint-Michel-Mont-Mercure tot de gemeente Sèvremont. 

## Geografie
De oppervlakte van La Flocellière bedraagt 29,2 km², de bevolkingsdichtheid is 63,1 inwoners per km².
De onderstaande kaart toont de ligging van La Flocellière met de belangrijkste infrastructuur en aangrenzende gemeenten.

## Demografie
Onderstaande figuur toont het verloop van het inwonertal.
Châteaumur · Les Châtelliers · La Flocellière · La Pommeraie-sur-Sèvre · Saint-Michel-Mont-Mercure